# Mike Rianda
Michael Rianda (Salinas, California, 25 de diciembre de 1984) es un dibujante, director, guionista y actor de doblaje americano. Es conocido por su trabajo en Gravity Falls como director creativo y escritor de la temporada 1 y consultor creativo de la temporada 2. También es conocido por dirigir, coescribir y coprotagonizar su debut como director The Mitchells vs. the Machines (2021), por la que fue nominado al Óscar a la mejor película de animación.

## Primeros años y educación
Rianda nació el 25 de diciembre de 1984 en Salinas, California. Asistió al Instituto de Artes de California después de "dibujar y decir cosas divertidas" en la escuela, estudiando animación de personajes. Rianda también comenzó a escribir y dirigir dos cortometrajes en la escuela de animación titulados Everybody Dies in 90 Seconds (2008) y Work (2010).

## Carrera
Se convirtió en director creativo y escritor de la serie animada de televisión Gravity Falls deDisney Channel, ganadora del premio Emmy, hasta su partida en 2013. Mike también interpretó a Lee, Thompson, Mr. Poolcheck y voces adicionales. Rianda luego regresó y se desempeñó como consultora creativa para su segunda temporada.
En 2021, dirigió y coescribió, junto con Jeff Rowe, The Mitchells vs. the Machines, en la que también interpretó a Aaron Mitchell. La película se estrenó en Netflix el 30 de abril de 2021.

## Filmografía

### Películas
| Año  | Título                              | Director | Escritor | Otro | Voz                                                              | Notas |
| ---- | ----------------------------------- | -------- | -------- | ---- | ---------------------------------------------------------------- | ----- |
| 2021 | The Mitchells vs. the Machines      | Sí       | Sí       | Sí   | Aaron Mitchell / Perro parlante / Furbies / Entusiasta del Wi-Fi |       |
| 2023 | Spider-Man: Across the Spider-Verse | No       | No       | Sí   | Ezekiel Sims / Spider-Terapeuta; Consultor de producción         | [ 6 ] |
| TBA  | I, Chihuahua                        | No       | Historia | No   |                                                                  | [ 7 ] |

### Televisión
| Año       | Título        | Director | Escritor | Otro                                            | Notas                                                             |
| --------- | ------------- | -------- | -------- | ----------------------------------------------- | ----------------------------------------------------------------- |
| 2012–2016 | Gravity Falls | Sí       | Sí       | Lee, Thompson, Mr. Poolcheck, voces adicionales | Director creativo (temporada 1); Consultor creativo (temporada 2) |
| 2021      | Inside Job    | No       | Sí       |                                                 | Consultor (episodio: "Unpresidented")                             |
| 2022      | Amphibia      | No       | Sí       |                                                 | Agradecimientos especiales (episodio: "The Hardest Thing")        |